# Gambou
Gambou est un village de la Région du Nord au Cameroun. 
Il est situé dans le quartier du Lamidat de rey - Bouba dans la commune de Madingring dans le département du Mayo-Rey.

## Géographie
Gambou est localisé à 8°41‘38"N de latitude et 14°51‘00"E de longitude. Le village est à proximité des localités de Djablang (2,3 km), de Winde (4,9 km), de Gor (18 km), de Yagoye (29 km),  de Madingring Ville (40 km).

## Infrastructure et association
Le village accueille les membres du GIC Proso (Groupement d’initiative commune des producteurs de Soja de Gambou). De plus, le village accueille un pépiniériste. Les espèces cultivées par les pépiniéristes de la région sont : les eucalyptus, les neems, l’acacia, le cassea seaméa, les fruitiers (manguiers, goyaviers, citronniers). Le village dispose aussi, d'un marché périodique local peu fréquenté qui propose divers produits (produits locaux, produits manufacturés, produits acheminés). L'infrastructure du marché repose principalement sur des étales ou sont exposés les produits. Il existe dans le village une case de Dogari, mais elle se trouve en mauvais état.(C'est la seule infrastructure administrative du village.) Le village dispose d'une école et d'un centre de santé. Le bâtiment est en bon état mais le personnel est insuffisant.

## Population et Société
La population de ce village est appelée les Zime.

### Population totale
En 2005, la population recensée du village était de 1 804 habitants. En 2014, la population recensée du village était de 2 034 habitants.

### Répartition de la population selon les âges
| Hommes | Classe d’âge | Femmes |
| ------ | ------------ | ------ |
| 132    | 0–5          | 173    |
| 189    | 6–13         | 248    |
| 114    | 14–19        | 187    |
| 216    | 20–34        | 210    |
| 258    | 35–59        | 294    |
| 6      | 60–+         | 7      |

## Ressources Naturelles
Les sols proches du village disposent des ressources minérales suivantes : Latérite. Le village a un accès à un Mayo (cours d'eau), de retenue d'eau comme un lac ou une mare et de zone humide (bas-fonds).